# 薩姆斯一世
薩姆斯一世（約前260年左右在任），是亞美尼亞王國國王，可能繼任前擔任過科馬基尼總督。他建立了薩姆薩特作為科馬基尼的省府。他統治期間很短，後由他之子阿薩姆斯一世繼王位。

## 參看
- 亞美尼亞王國

| 前任： 奧隆提德三世 | 亞美尼亞王國國王 約前260年左右 | 繼任： 阿薩姆斯一世 |